# Chirokitia (stanowisko archeologiczne)
Chirokitia (gr. Χοιροκοιτία) – stanowisko archeologiczne w południowej części Cypru, w miejscowości Chirokitia. Zachowały się tu pozostałości neolitycznej osady z VI tysiąclecia p.n.e., w 1998 roku wpisane na listę światowego dziedzictwa kultury UNESCO.

## Historia
Osadę założyli prawdopodobnie przybysze z Anatolii lub Lewantu. Znalezione na terenie wykopalisk krzemienne i obsydianowe sierpy i inne narzędzia świadczą o rolniczym charakterze mieszkającej tu społeczności. Zachowała się także produkowana z kości zwierząt broń myśliwska, co skłania specjalistów do uznania łowiectwa za drugi pod względem znaczenia sposób zdobywania żywności.
W początkowej fazie istnienia osady nie znano tu techniki wyrobu ceramiki, w starszych warstwach osadowych na terenie wykopalisk odkryto jedynie andezytowe idole i zdobione reliefami naczynia. W późniejszym okresie pojawiła się także ceramika wyrabiana bez użycia koła garncarskiego.
Zachowały się także pozostałości neolitycznych grobów. Zmarłych grzebano pod podłogą domostw w pozycji embrionalnej, a ich piersi przygniatano ciężkim kamieniem – jak się sądzi, robiono tak z obawy, aby zmarły nie powstał z grobu. W grobach kobiet odnaleziono ozdoby z muszli i kamienia.
Szacuje się, że w szczytowym okresie istnienia osady zamieszkiwało ją od 1500 do 2000 osób, co czyni Chirokitię jedną z największych znanych osad neolitycznych.

## Stanowisko archeologiczne
Wykopaliska odsłoniły na razie jedynie najstarszy fragment osady. Widoczne są pozostałości brukowanych ulic, murów obronnych i domostw tolosowych wzniesionych z kamieni rzecznych łączonych gliną. Dachy w kształcie niskich stożków formowane były z chrustu i gliny. W środku dachu był otwór przez który wydobywał się dym z paleniska w centrum budynku. Czasami obok głównego tolosu znajdowały się pomieszczenia dodatkowe takie jak kuchnia czy warsztat.